# Idegem

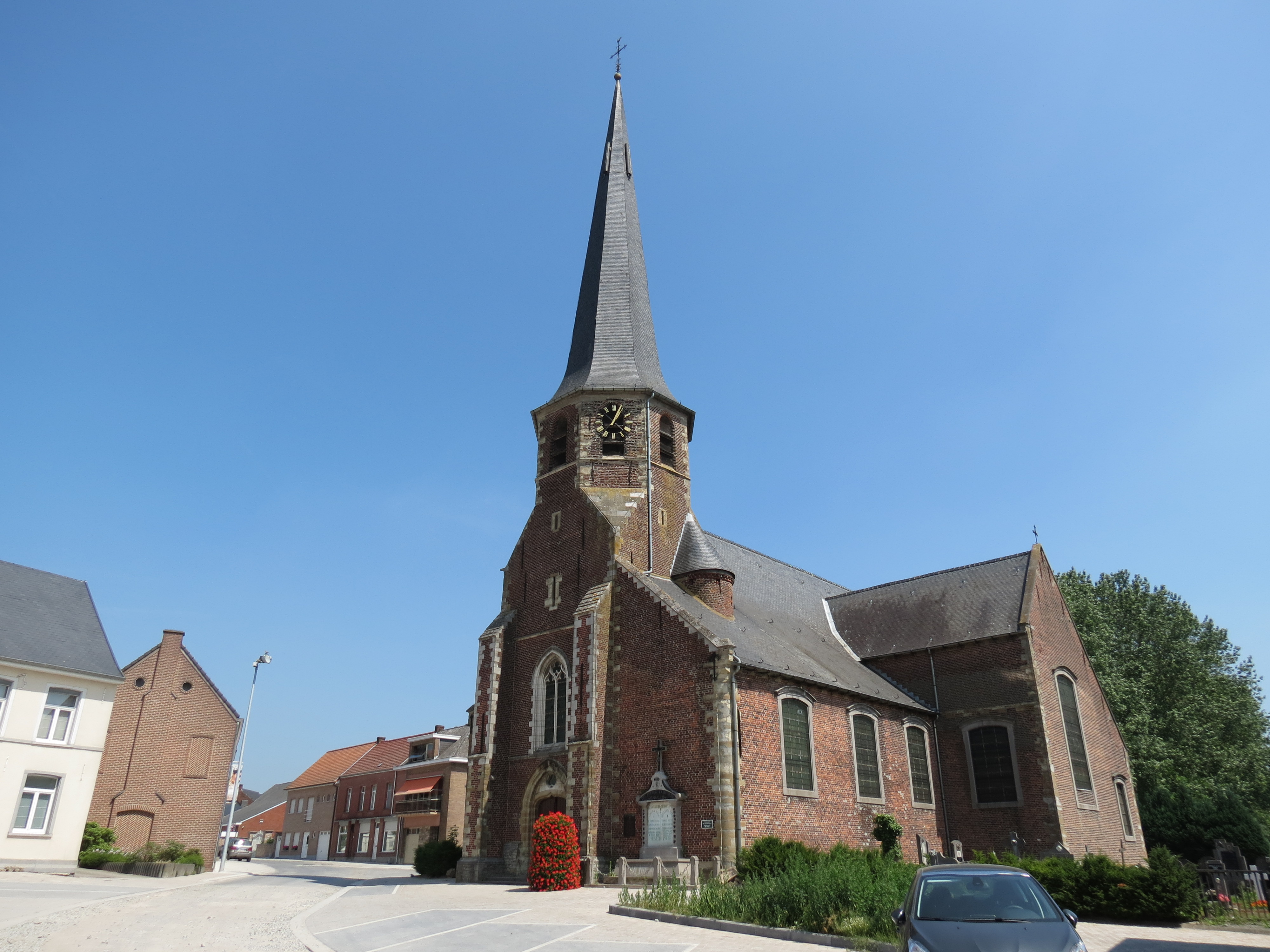
De parochiekerk Sint-Pietersbanden op het Idegemplein

Idegem is een dorp in de Belgische provincie Oost-Vlaanderen en een deelgemeente van de stad Geraardsbergen, het was een zelfstandige gemeente tot aan de gemeentelijke herindeling van 1977. Idegem ligt 4,5 km ten noordoosten van de stadskern van Geraardsbergen.
Het dorp ligt in Zandlemig Vlaanderen en de Denderstreek en heeft als enige plaats aan de Dender nog een veerpont.

## Geschiedenis
Idegem (plaatselijk uitgesproken als ‘Ieghem’) wordt voor het eerst in 964 vermeld als 'Idingehem', een vorm die nog niet erg afwijkt van de oorspronkelijke naam Idinga Haim, Germaans voor 'Hoeve/Nederzetting van Ido's nakomelingen' (vgl. Karolingers, de nakomelingen van Karel de Grote).
De parochie behoorde tot aan de Franse Revolutie tot het kerngebied van de Baronie van Boelare, in de kasselrij en het Land van Aalst, en vormde samen met Smeerebbe een vierschaar.
De dorpsheerlijkheid was de bakermat van de zeer oude familie Van Idegem of d'Ydeghem, die door huwelijk met meerdere machtige Vlaamse geslachten verbonden was. Zij voerden in goud twee dwarsbalken van sabel (zwart). Het domein ging ten slotte in andere handen over, door het huwelijk van Cornelia d'Ydeghem de Watou met Antoine-François De Gruutere, tot ridder geslagen in 1643. Hun nakomelingen heetten zichzelf De Gruutere d'Ydeghem.
Idegem was een van de zes Vlaamse gemeenten die in 2015 geselecteerd was in een grootschalig genetisch genealogisch onderzoek van de KU Leuven. Hierin werd de Y-chromosomale variatie onderzocht van mannen die via diepe vaderlijke stambomen een link met het dorp hadden.

## Bezienswaardigheden
- De Sint-Pietersbandenkerk. Tegen de 15e-eeuwse laat-gotische westtoren werd omstreeks 1780 een classicistische kerk gebouwd, met aangepast interieur. De kerk met het orgel is sinds 1974 een beschermd monument.[4]
- Aan de voorgevel van de kerk hangt een gedenkplaat voor de franciscaner monnik Peter van Gent die in dit dorp geboren is en als missionaris naar Mexico vertrok.

## Natuur en landschap
Idegem ligt aan de Dender op een hoogte van 11-38 meter. Een natuurgebied is Dendervallei Ninove.
Idegem bezit het enige schildpaddenasiel van België. Van daar uit begint het knuppelpad van 600 meter lang, dat eindigt aan een vleermuizenreservaat in Zandbergen.

## Demografische ontwikkeling
- Bronnen:NIS, Opm:1831 tot en met 1970=volkstellingen; 1976 = inwoneraantal op 31 december

## Voormalige Burgemeesters
- 1774-?    Petrus Joannes (Pierre Jean) De L'Arbre
- 1803-1821 Joannes Franciscus (Jan Francies) Maes
- 1822-1836 Jan Baptist Hoorens
- 1836-1842 David Vermeren
- 1843-1854 Petrus Franciscus (Pieter Frans) Hoorens
- 1855-1878 Pieter Franciscus (Pieter Francies) De Jonghe
- 1879-1880 Henry Remi (Remi) Stevens
- 1880-1881 Cornil Cyprien (Cornelis) Van Der Taelen
- 1882-1884 Petrus (Pieter) De Cremer
- 1884-1898 Benedictus (Benedikt) De Smet
- 1898-1899 Pieter Jan Van Eesbeek (dienstdoende)
- 1900-1915 Emile Joseph (Emile) Van Der Taelen
- 1915-1922 Franciscus (Frans) Prové
- 1923-1926 Benedictus De Mulder
- 1927-1932 Jean-Baptiste Cassart
- 1933-1938 Louis Auguste Blommaert
- 1939-1946 Jean-Baptiste Cassart
- 1947-1970 Omer Dominique Marie (Omer) Van Den Eeckhaut
- 1971-1977 Remy De Troyer
- Sinds de fusie van Idegem bij Geraardsbergen in 1977 heeft Idegem geen burgemeester meer.

## Toerisme
Door dit dorp loopt onder meer de Denderroute zuid en Denderende steden.

## Sport
In Idegem speelt de voetbalclub Wilskracht Idegem.

## Geboren in Idegem
- Ignace Van der Cam (1941), atleet

## Nabijgelegen kernen
Schendelbeke, Vloerzegem, Zandbergen (België), Appelterre